# RPAIN
RPAIN‏ (RPA interacting protein) هوَ بروتين يُشَفر بواسطة جين RPAIN في الإنسان.